# 언래블 (비디오 게임)
《언래블》(Unravel)은 스웨덴의 기업 콜드우드 인터랙티브가 개발하고 일렉트로닉 아츠가 배급한 퍼즐 플랫폼 비디오 게임이다. 2015년 6월 15일 발표되었고 2016년 2월 플레이스테이션 4, 엑스박스 원, 마이크로소프트 윈도우용으로 출시되었다. 이 게임은 실로 만들어진, 크기가 작은 의인화된 생명체 야니(Yarny)를 중심으로 두고 있으며 플레이어는 흐트러진 실을 이용하며 퍼즐을 풀고 위험한 생명체를 피하고 장애물을 우회하면서 환경을 탐험한다.
언래블은 출시 후 긍정적인 평가를 받았다. 후속작 언래블 투가 2018년 6월 출시되었다.

## 게임플레이
이 게임은 빨간 실로 구성된 사과 크기의 생명체 '야니'라는 주인공을 중심에 둔다. 그는 자신의 몸 크기로 인해 일상의 물건들이 크게 보이는 세상을 탐험해 나간다. 자신의 몸의 실을 이용하여 야니는 로프를 만들어 다리를 건조하고 물건을 당기고 아이템으로부터 스윙할 수 있다. 실은 복잡한 퍼즐을 풀기 위해 사용되는 주된 매개체이다.

## 평가
리뷰 애그리게이터 웹사이트 메타크리틱에 따르면 언래블은 긍정적인 평가를 받았다.